# Castell de Granyena
Les restes del Castell de Granyena són dalt del turó on hi ha el poble de Granyena de Segarra, en altres temps vila closa. Havia estat el primer castell dels Templers a Catalunya.

## Orígens
La primera notícia del castell és de l'any 1054 en què el comte Ramon Berenguer I i la seva esposa Almodis concediren el puig d'Agramunt (actual Gramuntell) a una sèrie de famílies perquè el repoblessin. S'esmenta que Gramuntell formava part del terme del castell de Granyena. A més, Ramon Berenguer I feu donació per esponsalici a la seva dona Almodis, entre d'altres, del castell de «Grannana» l'any 1056. El 1076, el llegà als seus dos fills Ramon Berenguer II i Berenguer Ramon II.
A la segona meitat del segle xi es coneixen els primers castlans. L'any 1067, en un conveni entre Ramon Berenguer I i Guillem Bernat d'Òdena, signa com a testimoni Ramon Ermemir de Granyena. La nissaga dels Granyena és documentada sovint a partir d'aquest moment. Algun del seus membres fou canonge de Solsona. Guerau de Granyena en el seu testament el 1173 establí que els castells de Granyena i Cornela passessin a la seva filla Beatriu. També donà al Temple una vinya a Granyena.

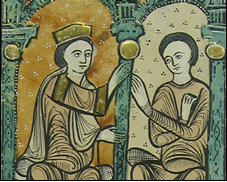
Els comtes Ramon Berenguer I i Almodis de la Marca

El 1130-31 Ramon Berenguer III donà el castell de Granyena als Templers. Fou la primera donació d'aquest tipus feta per un comte de Barcelona a l'orde del Temple. A mitjà termini es creà la comanda templera de Granyena que, a començament del segle xiv i amb la desaparició del Temple fou absorbida per l'orde de l'Hospital que en mantingué el domini fins al segle xix. Com els templers, els frares de l'Hospital van tenir un castlà al castell.
Al segle xix la part est del recinte es convertí en cementiri i el sud en habitatge. L'any 1938 s'hi instal·laren trinxeres, i més tard el dipòsit d'aigües de la població.

## La Comanda del Temple
L'esmentada donació de Granyena representa l'associació de l'orde del Temple a la reconquesta catalana per part del comte de Barcelona. Els templers no ocuparen Granyena immediatament; l'any 1133 encara no hi eren. L'any 1136 hi tenien establerta una comunitat permanent, que si bé encara no era una comanda se'ls autoritzà a tenir capellà propi i cementiri al costat de la capella. L'any 1143 l'orde decidí quedar-se a Catalunya però no hi ha notícia d'un primer comanador fins al 1181; no es pot parlar de funcionament efectiu de la comanda fins al 1190 i els indicis de l'adaptació del castell com a convent són de principis del segle xiii. Hi ha poques notícies sobre la formació i el patrimoni d'aquesta comanda. La situació del senyoriu templer ens arriba a l'inici del segle xiv, després de la transferència dels béns del Temple a l'orde de l'Hospital. Hi havia una notable fragmentació de la propietat, repartida entre 100 famílies en règim de contractació emfitèutica. Els frares, senyors del castell i del terme, conreaven directament una dominicatura de cinquanta jornals. La producció de la comanda equivalia a la dotzena part dels cereals que es collien al poble. A més del domini sobre Granyena, la comanda templera era senyora dels termes i els castells de Montornès, Mas de Bondia i Talladell.

## Arquitectura

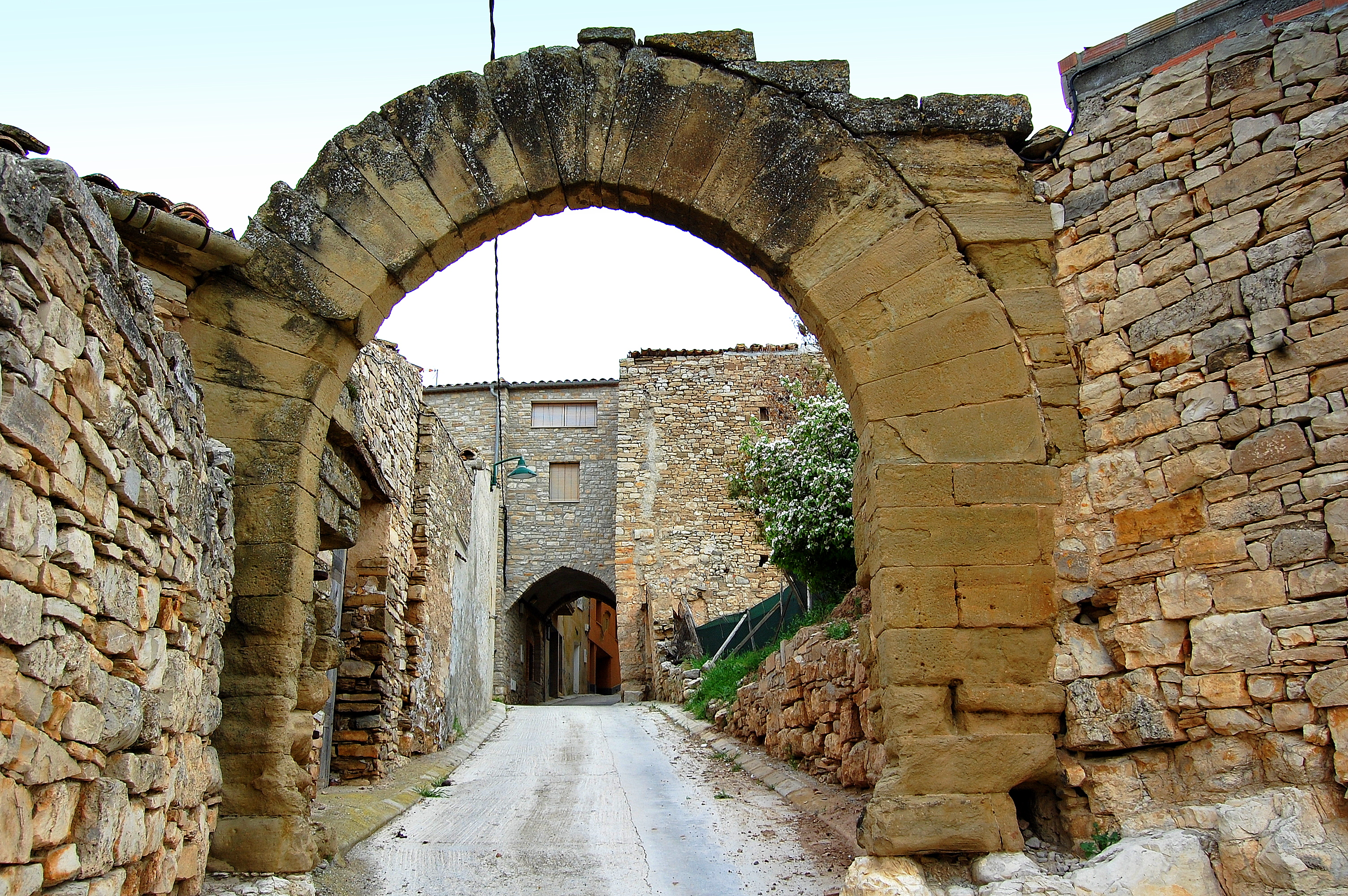
Arc del Pou, una de les antigues portes de la muralla (2010

Hi ha restes al costat sud, molt malmeses, del que era fa pocs anys una sala llarga coberta amb volta i que era utilitzada com habitatge. A la dreta del mateix costat, hi ha un altre tros de castell amb una portalada d'arc de mig punt que mira a migdia, construïda amb unes dovelles molt perfectes sense cap ornamentació. La perfecció de la factura del dovellatge pot datar d'època gòtica, potser dels segles XIV o XV. Pel costat de tramuntana, seguint el coster, es poden veure els basaments de la muralla que circuïa el castell. L'any 2002 hi ha documentat el descobriment d'un nou tram de la muralla medieval, que comptava aleshores amb 25 metres visibles de la mateixa i conservava l'anomenat Arc del Pou, una de les antigues portes de la muralla.
En una visita prioral de l'any 1637, en època hospitalera, es descriu el castell.
| «                                                  | El castell era de pedra i argamassa i tenia torres, fossat i muralles; també es parla d'una torre rodona que formava part del conjunt fortificat. S'hi entrava per una portalada de pedra amb un arc de punt rodó (potser la que resta en peu) que donava a un pati. Entrant, a ma esquerra hi havia la botiga dels delmes dels blats, la presó i la capella de Sant Miquel. Seguint pel mateix costat hi havia el cup de la verema cobert per una arcada de pedra. A la dreta hi havia un gran estable cobert amb estructures d'arc de diafragma i la clàssica escala de palau català. En la planta noble hi havia la sala i habitacions (cuina, cambres...) típiques d'una casa convent, algunes amb estructura d'arc de pedra i coberta de fusta. | » |
| — Ressenya feta en la visita prioral de l'any 1637 | |   |

És la imatge d'un castell amb una primitiva torre habitació al costat de la qual s'anaren afegint els diversos serveis al voltant del pati. La fortificació estava formada per la torre central i un recinte que la protegia en el qual hi havia la torre rodona. Les peces de la planta baixa haurien estat construïdes pels templers. El castell que descriu el document de 1637 era el que construïren o adaptaren els templers, amb alguns afegits del segle xiv bastits pels hospitalers.